# Гаплогрупа N (Y-ДНК)

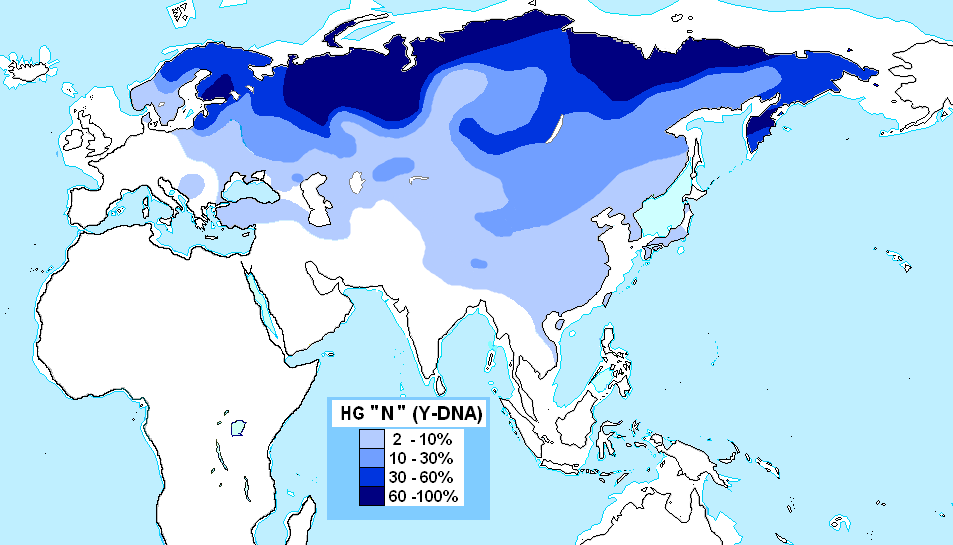

Гаплогру́па N або за загальною номенклатурою N-M231 є гаплогрупою людської ДНК Y-хромосоми, яка типова для північної Євразії.
Сформована 36800 років тому з загальним предком 21900 років тому.
Серед чоловіків-українців гаплогрупа N за поширеністю є на 3-му місці після R1a та I2 й складає 7,0 % (42/602).
Для Східної Європи висока частота гаплогрупи характерна для фінських та балтійських народів. У Азії висока частота характерна для обсько-угорських народів (ханти та мансі), самоїдів та сибірсько-тюркських народів (якути).

## Географічне та етнічне поширення
За національними проєктами FamilytreeDNA гаплогрупа N поширена серед литовців 56,6 % (133/235), естонців 51,3 % (20/39), латвійців 40,5 % (17/42), білорусів 11,0 % (11/100), румунів 7,0 % (4/57), молдаван 6,7 % (4/60), українців 6,9 % (42/604), поляків 5,3 % (84/1576), угорців 3,2 % (14/436), чехів 2,8 % (9/316), словаків 2,0 % (2/98), німців 0,5 % (14/2553), греків 0,5 % (1/197).
За іншими джерелами, до цієї гаплогрупи належать якути 80 %, фіни 68 %, удмурти 56 %, російські буряти 48 % (східні буряти — 78 %).
Серед росіян гаплогрупі N1а1 належать
- 35 % у Архангельській й Вологодській областях,
- 16 % у Псковській, Тверській й Смоленській областях,
- 10 % у Орловській, Курській, Білгородській, Воронізькій й Краснодарському краї.[2]

## Походження та історія
Гаплогрупа N походить від «східноазійської» макро-гаплогрупи NO.

### Гаплогрупа N1* у Східній Азії новокам'яної та бронзової діб
Гаплогрупа N1* та N1a виявлені з високою частотою (26 з 70 зразків, або 37 % за Їньцю Цуй у 2013 році) у новокам'яної та бронзової діб залишках (4500-700 до Р. Х.) з заходу долини річки Ляохе (Ляосі) у Маньчжурії. Зразки гаплогрупи N1 складають до 2/3 з новокам'яної культури Хуншань (4700-2900 до Р. Х.) та усі з культури Сяохеянь (3000-2200 до Р. Х.), натякаючи на те що носії гаплогрупи N1 грали головну роль проникненні новокам'яного господарства у Маньчжурії, Монголії та можливо у Сибіру. За дослідженням Є Чжан у 2016 році з усіх 17 зразків гаплогрупи N з поселення Цзянцзялян, що належать культурі Сюешань (3600–2900 до Р. Х.) 41 % належить до гаплогрупи N1a1-Tat.

### Гаплогрупа N1a1 у Північно-Східній Європі новокам'яної та бронзової діб
У Північно-Східній Європі гаплогрупа N1a1 ймовірно поширюється у Надволжі завдяки камську культуру (5300-3300 до Р. Х.) та на Східну Прибалтику завдяки культурі ямково-гребінцевої кераміки (4200-2000 до Р. Х.). Саме ці культури вважаються початковими для прабалтських та прафінських народів Східної Європи. Мазуркевич у 2014 році підтвердив присутність гаплогрупи N1a у культурі ямково-гребінцевої кераміки з пізньо-новокам'яного поселення Сертея-ІІ на північному заході Смоленської області над річкою Західна Двіна, що належить до середини 3 тисячоріччя до Р. Х..
Фатьянівська культура (культура шнурової кераміки) бронзової доби (3200-2300 до Р. Х.), якою просувалася «слов'янсько-арійська» гаплогрупа R1a починаючи з 2500 до Р. Х. поступово поширилися на Прибалтику та південну Фінляндію. Так утворилася змішана культура Кіукайнен (2300—1500 до Р. Х.) від традиції пришлої культури шнурової кераміки (R1a) та місцевої культурі ямково-гребінцевої кераміки (N1a1). Балтські народи литовців, латвійців та естонців є результатом змішання саме цих гаплогруп.
На рівні теорії припускають, що галузки N1a1 у Європі походять з Китая новокам'яної доби. Вони могли поступово поширитися через Сибір у Північно-Східну Європу. Одомашнення тварин у Сибіру майже не засвідчено за новокам'яної доби у Сибіру. Проте гончарство було широко розповсюджене.

#### Розгалуження N1a1 у Північно-східній Європі
Полігени N1a1 свідчать що розгалуження на балто-фінські та Уральські (у тому числі угорські) народи сталося приблизно 2400 років до Р. Х.. Розгалуження мутації N-L1026 припадає на початок культури Кіукайнен. Поперше, 2200 років до Р. Х. сформувалася галузь уральської мовної групи Z1934. Згодом, 1600 років до Р. Х. сформувалися угорська мовна сім'я, що відповідає галузі Y13850, та балтійсько-фінська мовна сім'я, що відповідає гаплогрупі VL29.
Потім на сході вепси (гаплогрупа CTS9976) відділилася від власне балто-фінів (гаплогрупа L550) на заході. Фенноскандійці (гаплогрупа Y4706) та балти (гаплогрупа M2783) розійшлися 600 років до Р. Х..

#### Походження N1a1 у Німеччині та Скандинавії
Невеликий відсоток N1a1 у слов'ян, скандинавів та Німеччини (за виключенням північного заходу). Поширення гаплогрупи у Німеччину остаточно не з'ясоване, проте вважається ймовірним проникнення за залізної та/або ранньосередньовічної діб разом зі слов'янськими племенами з України, Білорусі та Польщі до Східної Німеччини.
Поширення N1a1 до Скандинавії пов'язують з:
- поступовою асиміляцією саамів германськими племенами з півдня за залізної доби,
- взаємна міграція населення за часу управління шведами та данцями Фінів та естів.

## Зовнішнє дерево
- IJK
  - IJ (M429/P125)
    - I (M170)
    - J (M304)

  - K (M9)
    - LT (L298/P326), або K1
      - L (M20)
      - T (M184)

    - K2 (M526)
      - K2a (M2308)
        - K2a1 (M2313)
          - NO (M214)
            - N (M231)
            - O (M175)

      - K2b (P331)
      - K2c (P261)
      - K2d (P402)
      - K2e (M147)

## Внутрішнє дерево
- N-M231 (ще 220 снипів) — N
  - Z4762 — N1
    - L729 — N1a
      - M46/TAT — N1a1 (В Європейському академічному науковому середовищі, з поправками на березень 2018 року, дана гаплогруппа носить інше кодування - N1c. Раніше, до 2008 року, N1c позначалася N3, N1c1 та N3a[3])
        - M178 — N1a1a; усі 42 носії гаплогрупи N в Україні належать саме до цієї гаплогрупи

      - L666 — N1a2
        - F1154 — N1a2a
        - P43 — N1a2b

    - F2905 — N1b
      - Z4784 — N1b1
        - Y6374 — N1b1a
        - Y23789

      - CTS12473 — N1b2
        - M1897 — N1b2

  - Y6503 (ще 106 снипів) — N2
    - P189.2 — N2a
      - Y6516
        - Y7310 — N2a1

У Європі існують 5 головних галузей гаплогрупи N1c1:
1. північно-європейська галузь — Z1936+, Z1935+
2. північно-балтійська галузь — VL29+, L1022+
3. південно-балтійська галузь — L550+, L1025+
4. 2-га скандинавська галузь — L550+, L1025-
5. угорська галузь — Z1936+, L1034+

## M178 (N1a1a)
M178 сформувалася 14200 років тому. Загальний предок жив 11900 років тому.
Усі 42 носії гаплогрупи N в Україні належать саме до підгалузі N-M178.
Найближче розгалуження дерева N-M178:
- M178 — N1a1a
  - F1419 — N1a1a1
    - L708 — N1a1a1a; деякі недостатньо протестовані носії гаплогрупи N в Україні належать саме до цієї гаплогрупи
      - M2126 — N1a1a1a1
        - L1026 — N1a1a1a1a; усі достатньо протестовані носії гаплогрупи N в Україні належать саме до цієї гаплогрупи
        - M2019 — N1a1a1a1a4

      - Y9022 — N1a1a1a2
        - Y23181 — N1a1a1a2a
        - B181 — N1a1a1a2b

    - Y24317
      - B187

  - Y23747 — N1a1a3
    - Y23749 — N1a1a3a

### L1026 (N1a1a1a1a)
L1026 сформувалася 6400 років тому. Загальний предок жив 4700 років тому.
Усі 42 носії гаплогрупи N в Україні належать саме до підгалузі N-L1026.
Найближче розгалуження дерева N-L1026:
- L1026 — N1a1a1a1a
  - Z1936 — «північно-європейська галузь»
    - Z1934 — об'єднує народи уральської мовної групи
      - Z1928
        - Z1925 — деякі українці-носії гаплогрупи N належать до цієї підгалузі
        - YP6091

      - Y18421
        - Y19108

    - Y13850 — об'єднує народи угорської мовної групи
      - L1034 — «угорська галузь»
        - L1442
        - Y28538

      - Y24361
        - Y24360

  - Y6058 — *** CTS10760
    -       - VL29 — «північно-балтійська галузь»; об'єднує народи балтійсько-фінської мовної групи
        - Z4908 — майже усі українці-носії гаплогрупи N належать до цієї підгалузі
        - CTS9976 — вепська (чудська) гаплогрупа

      - Y28526
        - Y32731

    - Y16323
      - F4205
        - Y16220

      - B202

### Z4908 (N1a1a1a1a1a1)
Z4908 сформувалася 3700 років тому. Загальний предок жив 3300 років тому.
Майже усі українці-носії гаплогрупи N належать до цієї підгалузі. Належить балтійсько-фінській мовній сім'ї за винятком вепсів та балтійській мовній сім'ї.
Найближче розгалуження дерева N-Z4908:
- Z4908 — N1a1a1a1a1a1
  - L550 — об'єднує балтійсько-фінську та балтійську мовні сім'ї
    - L1025 — «південно-балтійська галузь»
      - M2783 — сформувалася 2700 років тому; загальний предок жив 2700 років тому; належить балтійській мовній сім'ї; майже усі українці-носії гаплогрупи N належать до цієї галузі з її підгалузями
        - Z16981
        - L551 — до підгалузі Y13978 належать рід гедеміновичів — великих князів литовських
        - Z16975
        - Y5580
        - Y13982

      - Y4706 — належить балтійсько-фінській мовній сім'ї за винятком вепсів
        - Y4707
        - BY21893
        - A705

    - Y4341
      - Y4338
        - Y4339 — сформувалася 2700 років тому; загальний предок жив 1850 років тому; деякі українці-носії гаплогрупи N належать до цієї підгалузі; до підгалузі Y10931 належить Рюрик, Ярослав Мудрий та мономаховичі

      - BY21874

    - Y7795
      - Y28771
        - Y30126

      - Y29766
      - Y20918

    - FGC14542
      - Y17113
        - Y17416

      - BY21938

    - Y20911
      - Y20914
      - Y31237

    - S9378
      - BY21942
        - A18233

    - Y9454

## N серед українців
За даними трьох груп Familytree DNA, де сконцентровані українці, гаплогрупа N за поширеністю є на 3-му місці після R1a та I2 й складає 6,8 % (41/601). Усі українські носії гаплогрупи N належать до с M178 (N1a1a).
З глибоко досліджених зразків гаплогрупи M178:
- 30 зразків (90,6 %) належать до VL29 (N1a1a1a1a1a),
  - з глибоко досліджених VL29 28 належать до L550 й 1 — до CTS3451,
    - з глибоко досліджених L550 25 належать до L1025 й 1 — до Y4341 («Рюриківська гаплогрупа»),
      - з глибоко досліджених L1025 4 належать до Z16981, 3 — до Z16975, 2 — до Y5580, 1 — до L551 («Гедеминівська гаплогрупи»),
- 3 зразки (9,4 %) належать до Z1934 (N1a1a1a1a2a).

## Відомі носії
- Валдіс Пельш — російський шоумен латвійського походження

На думку низки російських дослідників гаплогрупу N (N-Y10931) мав легендарний князь Рюрик, засновник Руської держави, та його нащадки Рюриковичі. Такий висновок було зроблено в ході нерецензованої публікації результатів приватного російського генетичного і генеалогічного дослідження кількох сучасних нащадків Рюриковичів. Ці висновки піддають сумніву російські історики

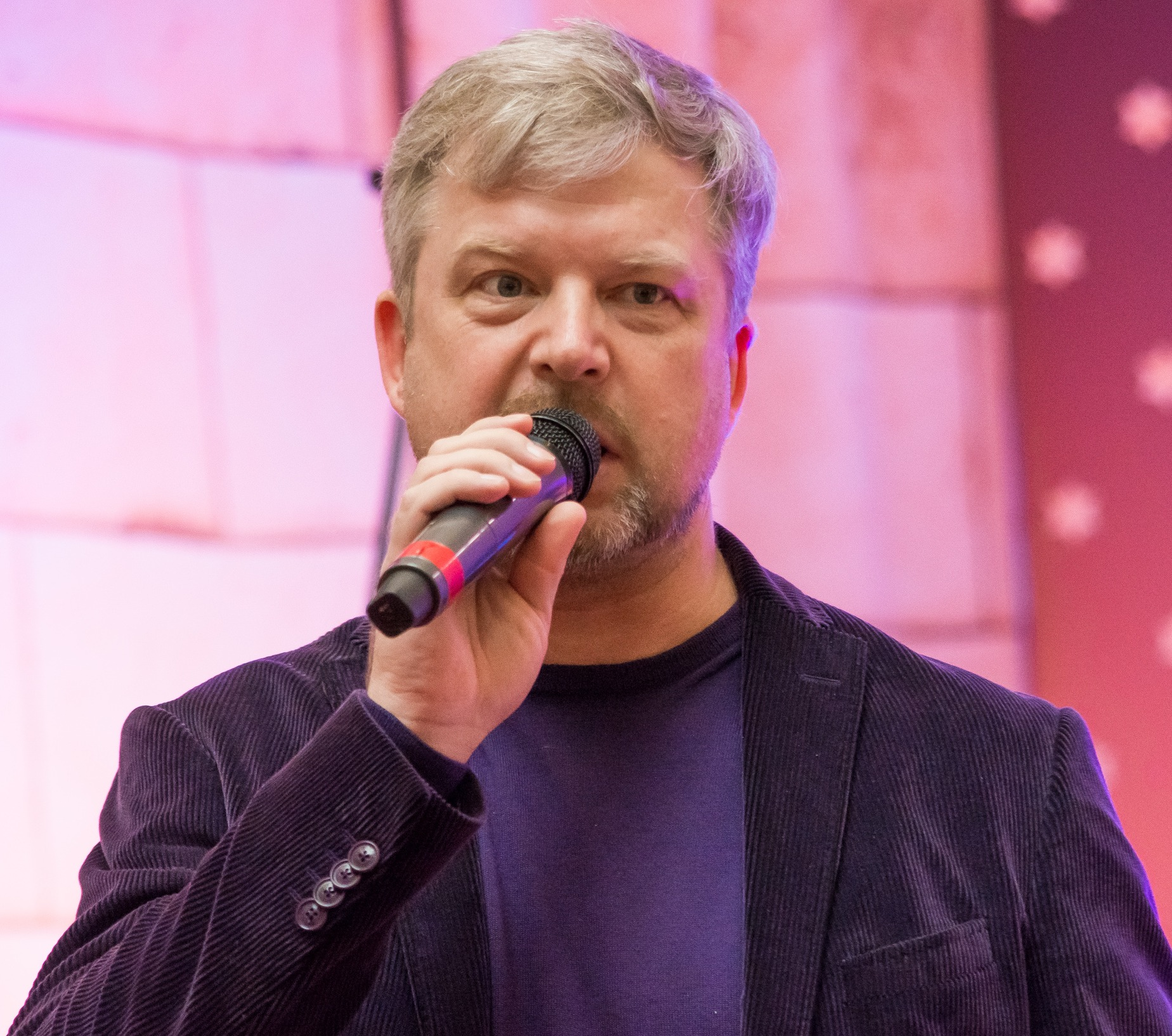
Валдіс Пельш